# Prison de Burrel
La prison de Burrel (en albanais : Burgu i Burrelit) est une prison de haute sécurité albanaise située en périphérie de la ville de Burrel, en Albanie du Nord-Est. Elle peut contenir jusqu'à 190 détenus. En 2011, la prison compte 182 détenus et 120 agents de détention. Le bâtiment, d'un seul étage, est partagé en trois secteurs et couvre une superficie de 21 000 mètres carrés.

## Histoire
Les travaux de construction de la prison commencent en 1937, sous le règne de Zog Ier mais le complexe n'est achevé qu'en 1939 en raison de problèmes financiers.
La prison est connue pour la détention de prisonniers politiques avant et pendant le régime d'Enver Hoxha ; nombre de ces détenus n'ont pas bénéficié d'un procès équitable ou ont subi la torture ainsi que des conditions inhumaines. À cet égard, la prison de Burrel est connue comme celles de Qafë Bar (en) et Spaç. Divers prisonniers politiques exerçaient des fonctions importantes au sein du parti de la République populaire socialiste d'Albanie, que le régime accuse de crimes d'opposition politique, ainsi que des personnes enfermées parce qu'elles pratiquaient une religion (ce qui était interdit). Les personnes accusées d'opposition politique étaient condamnées à des peines de vingt années au minimum, même si leur emprisonnement était parfois « prolongé » une fois qu'ils étaient détenus, à l'exemple de Pjetër Arbnori.
La prison de Burrel ferme en 1992 quand le Parti démocrate d'Albanie dépose le Parti du travail d'Albanie. Elle rouvre en 1997 et fait partie des 21 prisons albanaises actives ; elle est l'un des cinq complexes hébergeant des condamnés à vie et l'une des deux seules prisons qui détiennent des condamnés pour crime organisé.

## Détenus célèbres à Burrel (1939-1992)
- Pjetër Arbnori
- Sokrat Dodbiba (en)
- Dom Simon Jubani (en)
- Kristo Kirka (en)
- Koço Kota (en)
- Fatos Lubonja (en)
- Bashkim Shehu